# Wasserturm Tempelhofer Berg
Der Wasserturm Tempelhofer Berg (alternative Bezeichnungen sind Wasserturm Kreuzberg, Wasserturm Kopischstraße und Wasserturm Undine) ist ein ehemaliger Wasserturm für die Trinkwasserversorgung im Berliner Ortsteil Kreuzberg an der Ecke Fidicin- und Kopischstraße. Er wurde 1887 bis 1888 errichtet und steht heute unter Denkmalschutz.

## Lage
Der Turm als Hauptelement des Ensembles steht direkt an der Straßenecke. Schornstein und Treppenhaus schmiegen sich als separate Bauteile an den Turm an. Die Nebengebäude mit Kesselraum und Lagern schließen sich entlang der Fidicinstraße an.

## Geschichte
Im Januar 1886 wurde für eine vom Curatorium der städtischen Wasserwerke geplante Wasserhebeanlage auf dem Tempelhofer Berg – einem Ausläufer des Kreuzbergs – ein Architekturwettbewerb unter den Mitgliedern des Berliner Architekten-Vereins ausgeschrieben. Die Anlage sollte aus einem Turm, einem Kessel- und Kohlenhaus, einem Schornstein, einer Waage für die Kohlenanlieferung und einer Einfriedung bestehen. Im Turm sollten neben dem Wasserbehälter eine Wohnung für den Maschinisten sowie ein Maschinen- und ein Pumpenraum untergebracht werden. Den ersten Preis erhielten am 22. Februar 1886 die Architekten Hugo Hartung und Richard Schultze für ihren Entwurf, den sie unter dem Motto „Undine“ eingereicht hatten. Offenbar hatte sich auch schon der bekannte Architekt Otto Stiehl an dem Wettbewerb beteiligt, aber keinen Preis bekommen. (Später durfte er den Wasserturm Bernau errichten.) Er fotografierte aber den gebauten Siegerentwurf, was im Architekturmuseum dokumentiert ist.
Im April 1887 begann der Bau der Anlage nach den Plänen und unter Leitung der beiden genannten Architekten, im Oktober 1887 war der Rohbau fertiggestellt. Im Mai 1888 waren die Bauarbeiten abgeschlossen und am 14. Juni 1888 erfolgte die Bauabnahme.
Notwendig wurde die Anlage im Zusammenhang mit der Besiedlung der höher gelegenen Gebiete rund um den heutigen Chamissoplatz. Hierfür war ein höheres Wasserdepot notwendig, um den nötigen Druck in den Wasserleitungen zu erreichen. Der Wassertank hatte ein Volumen von 400 Kubikmetern und die Anlage eine Kapazität in der Wasserversorgung von 2000 Kubikmetern pro Tag.
1925/26 erfolgte die Umstellung vom Dampfmaschinenantrieb auf Elektromotoren als Energieversorgung für die Pumpen. Laut Information des Landesdenkmalamtes wurde die Anlage 1960 stillgelegt.

## Architektur
Die Architektur des Ensembles orientiert sich an der mittelalterlichen Backsteingotik. Nur im Sockelbereich und für die Treppenstufen kam neben den Mauerziegeln schlesischer Granit zum Einsatz. Als baulicher Schmuck dienten verputzte Blenden, Gesimsstreifen und schraubenförmig aufsteigende versinterte Backsteine. 
Alle Gebäude sind oder waren mit Schiefer eingedeckt, Turm und Treppenhaus erhielten jeweils ein spitzes Kegeldach. Die Turmspitzen tragen einen preußischen Adler und eine ornamentale Windfahne.
Der Maschinenraum im Erdgeschoss des Turms hat als Schmuck ein nachträglich eingemauertes Sterngewölbe mit Rippen aus Ziegel-Formsteinen erhalten. Dieses Gewölbe hat somit keine statische Funktion. Der Turm hat eine Höhe von 44,40 Metern.

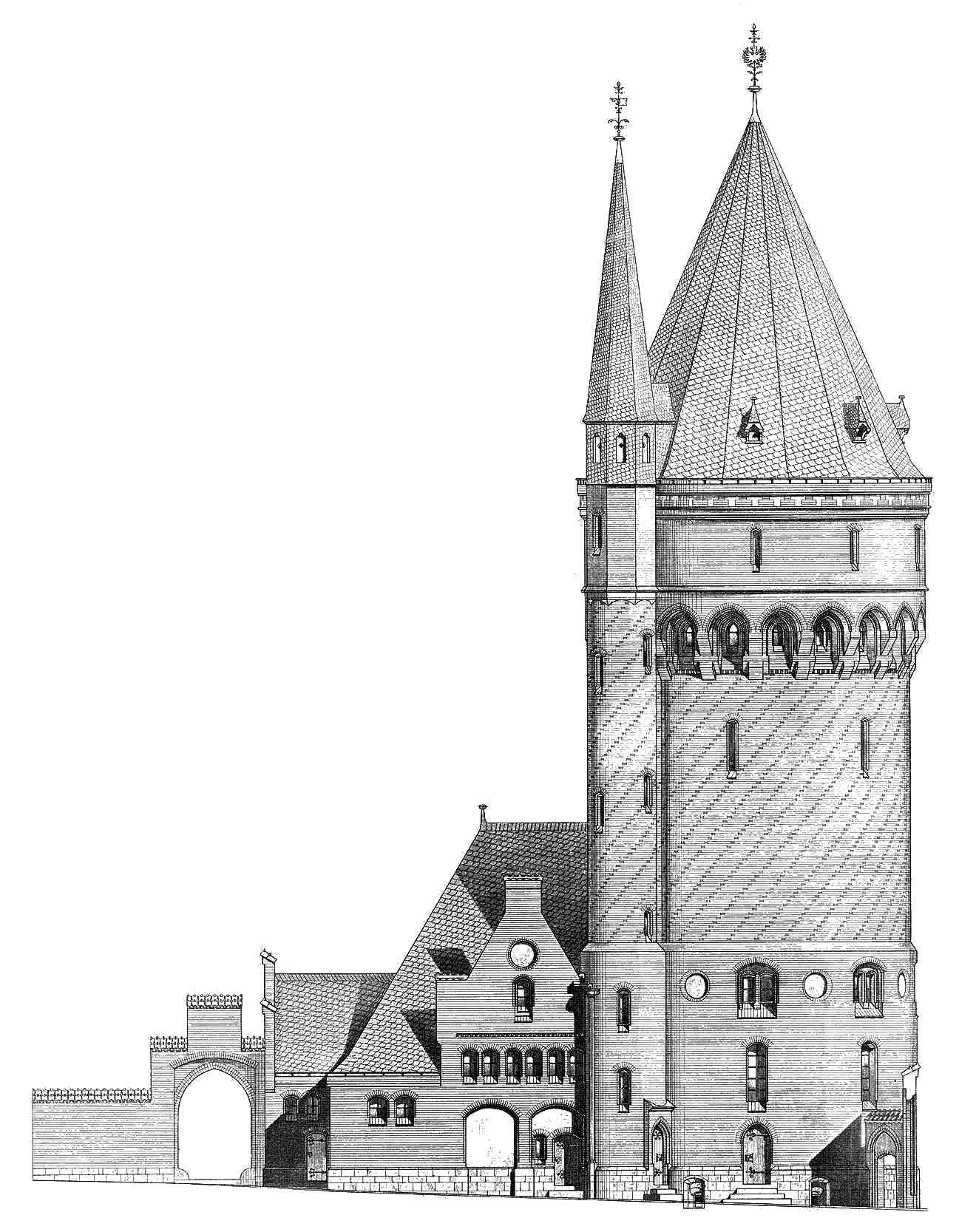
Ansicht vom Hof
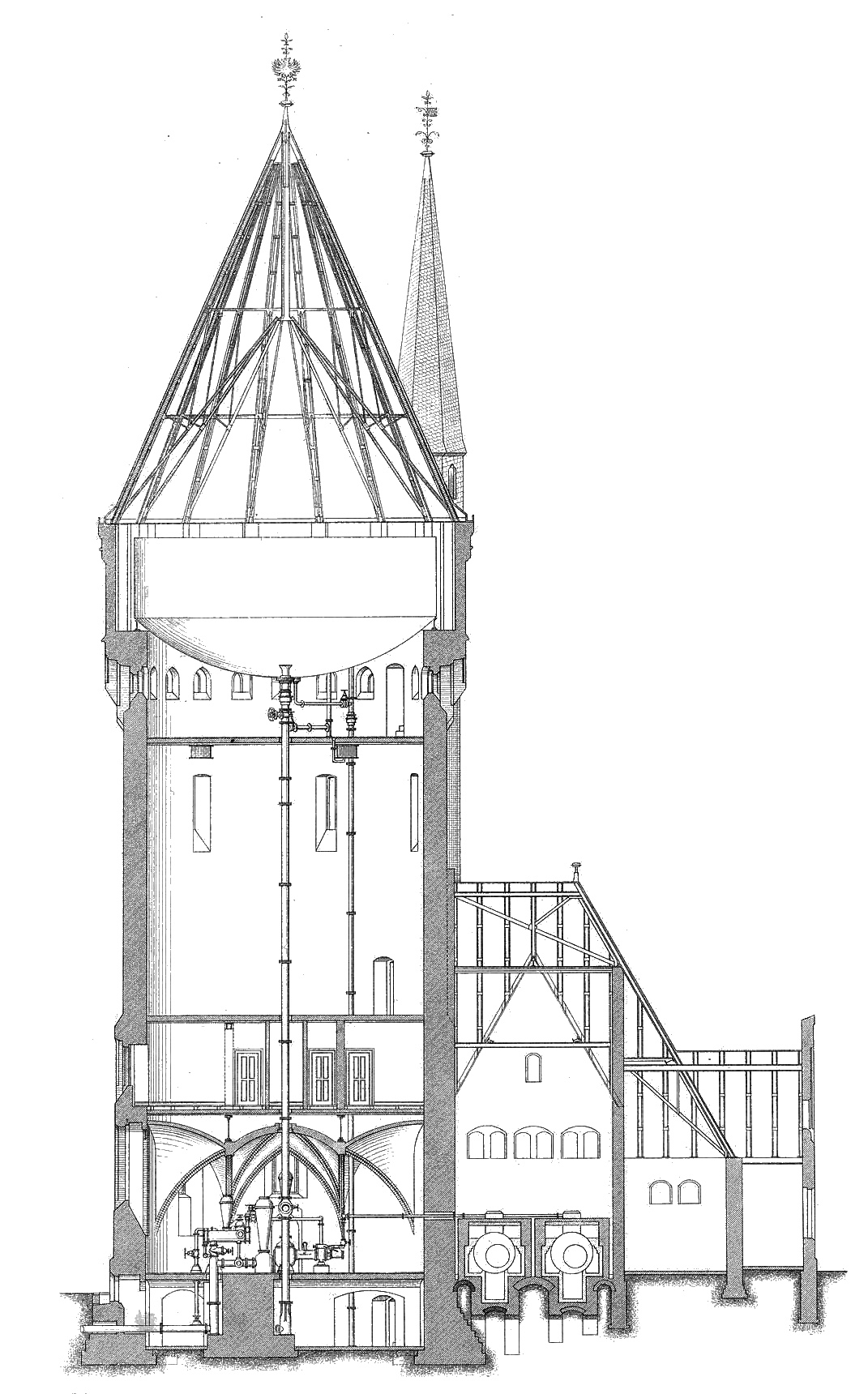
Längsschnitt durch die Anlage
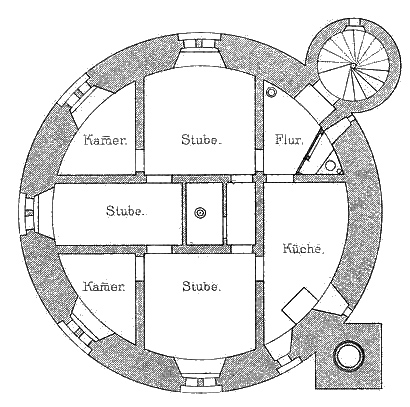
Grundriss der Wohnung für den Maschinisten im Turm

## Technische Daten
- Turmhöhe: 44,40 m vom Straßenniveau
- Behälterhöhe und -typ: 4,50 m am tiefsten Punkt, Intze-Behälter[1]
- Fassungsvermögen: 400.000 l
- Behälterdurchmesser: 10 m

## Umnutzung
Im Jahr 1982 ging das Grundstück aus dem Eigentum der Städtischen Wasserwerke in den Besitz des Bezirks Kreuzberg über, der in den Jahren 1986 bis 1988 eine umfangreiche Sanierung der Bauwerke durchführte. Außerdem wurde nach Plänen des Hochbauamtes des Bezirks das Ensemble in eine Jugend- und Freizeiteinrichtung umgebaut. Viele originale Bauteile wie der Wassertank, die Wendeltreppe aus Granit oder das Sterngewölbe blieben hierbei erhalten.
Eine weitere umfassende Sanierung der Gesamtanlage erfolgte in den Jahren 2023 und 2024, unter anderem eine grundlegende hochbauliche und gebäudetechnische Sanierung, Verbesserungen in Bezug auf Barrierefreiheit, Brandschutz und Akustik, die Neustrukturierung der WC-Anlagen und die Aktivierung zusätzlicher Flächen für die Jugendarbeit, die nun wieder uneingeschränkt als Kulturort dienen kann.